# Университет Вашингтона в Сент-Луисе
Университет Вашингтона в Сент-Луисе (англ. Washington University in St. Louis) — частный исследовательский университет США, расположенный в Сент-Луисе, штат Миссури.
Основан в 1853 году и назван в честь первого президента США Джорджа Вашингтона. В университете учатся студенты со всех 50 штатов, а также из более 110 стран мира. С высшим учебным заведением связана работа 24 нобелевских лауреатов, 9 из которых провели здесь большую часть своих исследований. В 2006 году университет получил $ 434 млн из федеральных исследовательских фондов, став 7-м среди частных университетов по выделенным средствам и 4-м среди национальных институтов здоровья.
В 2010 году университет Вашингтона в Сент-Луисе занял 13-ю позицию в рейтинге «Национальные университеты» издания U.S. News & World Report, 38-ю в общемировом рейтинге Times Higher Education World University Rankings, а также 30-ю позицию в Академическом рейтинге университетов мира.
В состав университета входят 7 выпускающих школ. Официально был зарегистрирован как «Университет Вашингтона», в 1976 году совет попечителей добавил к названию фразу «в Сент-Луисе», чтобы избежать путаницы с его местонахождением и с Вашингтонским университетом, в английском языке название часто сокращается до WUSTL.

## История

### Основание и рост университета
Идея основания университета принадлежит 17-и бизнесменам, политикам и религиозным деятелям из Сент-Луиса, которые были крайне обеспокоены отсутствием высших учебных заведений на Среднем Западе. Во главе этой группы находились сенатор штата Миссури Уэйман Кроу и министр унитарианской церкви Уильям Элиот, дед поэта Томаса Элиота.

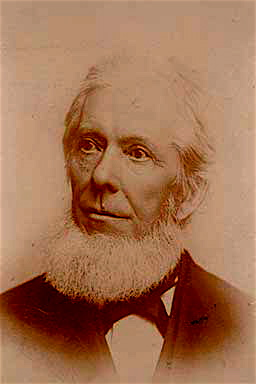
Уильям Элиот (1811—1887) — один из основателей Университета Вашингтона

В 1853 году принят устав университет и назначен президент совета попечителей Уильям Элиот. Первым канцлером учебного заведения стал Джозеф Хойт. На обеспечение деятельности университета Элиот неоднократно запрашивал финансовую помощь среди местных бизнесменов и деловых лиц, однако добиться постоянного финансирования не смог, фактически учреждение не имело ни богатого покровителя, ни поддержки религиозных организаций или государства.

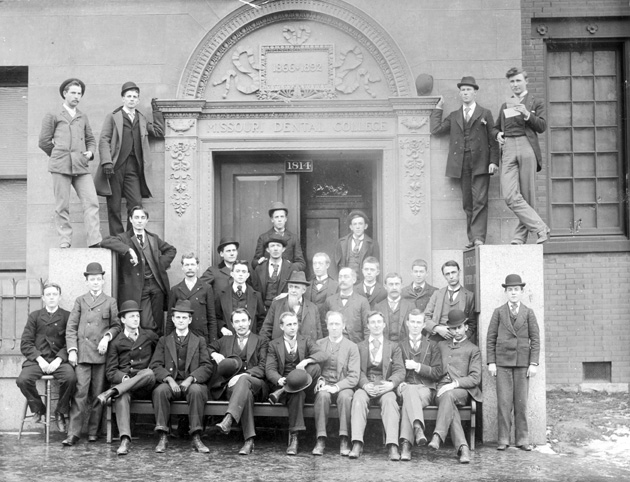
Первокурсники стоматологической школы университета (1893)

В течение первых 3-х лет университет трижды менял своё название. Сначала назывался «Семинария Элиота», но это название не нравилось Уильяму Элиоту, который не хотел, чтобы учебное заведение носило его имя, а также возражал против создания семинарии, которую могли бы обвинить в преподавании одной религии. Он выступал за объединение всех религий в университете. В 1854 году Попечительский совет изменил название на «Институт Вашингтона» в честь Джорджа Вашингтона. Присвоение имени первого президента США было знаком его всеобщего восхищения американцами, как отца Америки и символа национального единства. В 1856 году институт Вашингтона сменил название на «Университет Вашингтона». В 1976 году к этому названию добавили «в Сент-Луисе», чтобы отличить университет от почти 20 других, носящих имя Дж. Вашингтона.
Хоть учебное заведение и получило статус университета, в течение многих лет функционировало главным образом в качестве вечерней школы, которая находилась в центре города Сент-Луис. Из-за ограниченности финансовых ресурсов обучение проходило в общественных зданиях, первые занятия начались 22 октября 1854 года, в здании школы Бентона. В конце концов университету всё же удалось собрать средства на строительство комплекса собственных зданий.
В 1867 году в университете открылась первая частная юридическая школа на западе от реки Миссисипи. В 1891 году открылась медицинская школа, после того как Сент-Луисский медицинский колледж решил войти в состав университета. В 1890-х годах президент совета попечителей Роберт Брукинг Соммерс предпринял ряд важных задач по реорганизации финансирования университета, обеспечив стабильность притока средств и организовав покупку земли для нового кампуса.

### Университет в XX веке

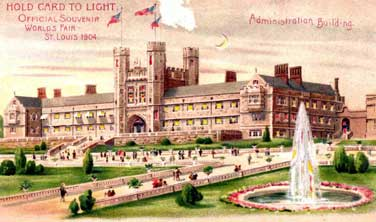
Брукингс-Холл на почтовой марке (1904)

В связи со строительством нового кампуса, в 1899 году в университете был объявлен национальный конкурс на архитектурный проект новых зданий. Победителем стала известная в Филадельфии фирма Cope & Stewardson, предложив проекты зданий в готическом стиле, вдохновлённая архитектурой Оксфордского и Кембриджского университетов. Краеугольный камень первого здания — Басч-Холл, заложен 20 октября 1900 года. Вскоре после этого началось строительство ещё 3-х зданий, в которых с 1904 по 1905 года размещалась Всемирная выставка и проходили соревнования летних Олимпийских игр. Это позволило университету выручить дополнительные средства и построить 10 зданий кампуса, вместо запланированных 7-ми.
К 1915 году завершилось строительство медицинского центра, а 3 года спустя университет принял первых студентов-медиков женского пола.
Молодой профессор физики, Артур Холли Комптон в 1922 году провёл здесь серию экспериментов в подвале Идс-Холла и продемонстрировал обнаруженный им эффект изменения длины волны рентгеновского излучения. Это открытие, известное как «эффект Комптона» принесло ему Нобелевскую премию по физике в 1927 году. После многолетней работы в Чикагском университете, Артур Комптон в 1946 году вернулся в Сент-Луис и стал 9-м канцлером университета Вашингтона. Под его руководством резко вырос приём студентов, в первую очередь за счёт ветеранов Второй мировой войны.

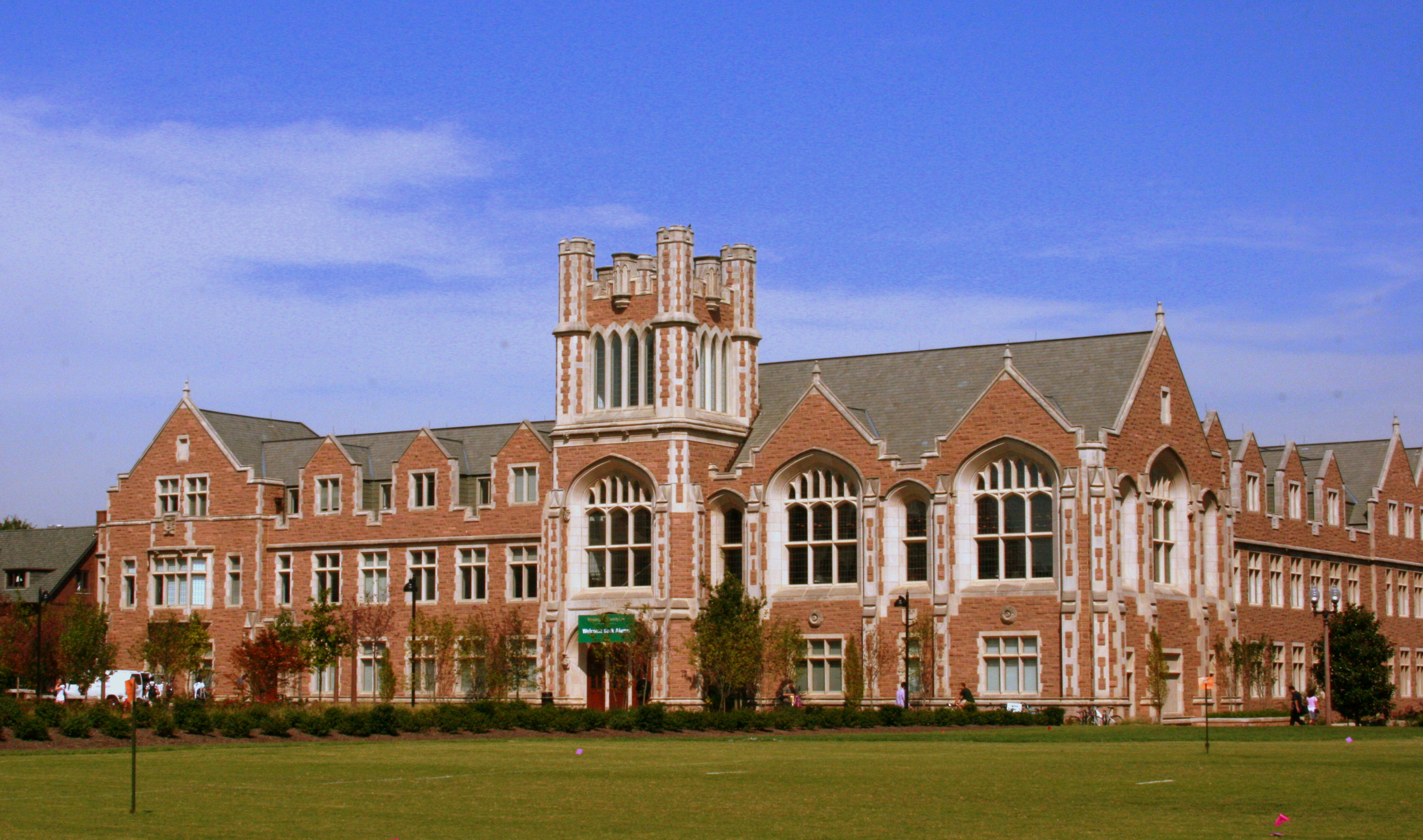
Басч-Холл — первое здание кампуса Данфорта и место размещения юридической школы

В 1947 году профессор медицинской школы, Герти Кори стала первой женщиной из США, удостоившейся Нобелевской премии по физиологии и медицине.
В середине 1940-х годов в университете Вашингтона начался процесс расовой сегрегации и он стал объектом критических статей в местной афроамериканской прессе. Весной 1949 года группа студентов университета и студенческий комитет по приёму негров развернули кампанию за полную расовую интеграцию. В мае 1952 года совет попечителей принял резолюцию, запрещающую сегрегацию в школах университета.
Вторая половина XX века становится для университета временем его роста из регионального до национального исследовательского. В 1957 году началось планирование строительства комплекса современных общежитий для студентов, которые приезжали учиться не только из пригорода Сент-Луиса, но и других городов и штатов, к 1964 году таких студентов было уже более 70 %.
В 1971 году совет попечителей назначил канцлером Уильяма Генри Данфорта, который руководил университетом во время социальных и финансовых трудностей 1970-х годов. За 24 года ему удалось укрепить отношения с жителями Сент-Луиса, добиться значительного улучшения медицинской школы, при нём создаются 70 новых кафедр, он обеспечил университет $ 1,72 млрд пожертвований и утроил количество студенческих стипендий. В середине 1990-х годов университет обновил учебные планы ряда образовательных программ и ввёл в эксплуатацию более 30 новых зданий.

### Современная история
В 1992 году Университет Вашингтона был выбран комиссией по президентским дебатам в качестве площадки для проведения дебатов в президенты или вице-президенты США. В рамках президентских кампаний, встречи прошли в 1992, 2000 и 2004 годах в спортивном комплексе университета. Были запланированы дебаты и на 1996 год, однако из-за разногласий в планах кандидатов, дискуссия не состоялась. 2 октября 2008 года в спорткомплексе прошли дебаты между кандидатами в вице-президенты Сарой Пейлин от Республиканской партии и Джо Байденом от демократов.
Несмотря на то, что после встречи 2004 года, канцлер Урайтон высказал сомнения о возможности проведения будущих дебатах на территории кампуса, заявка на проведение дебатов 2008 года всё же была подана. По его словам:
Это единственное в своём роде событие предоставляет уникальный опыт нашим студентам, вносит вклад в национальное понимание важных проблем и позволяет нам привлечь внимание нации и международного сообщества к Сент-Луису, как к одному из величайших регионов Америки.

## Кампус

### Кампус Данфорта

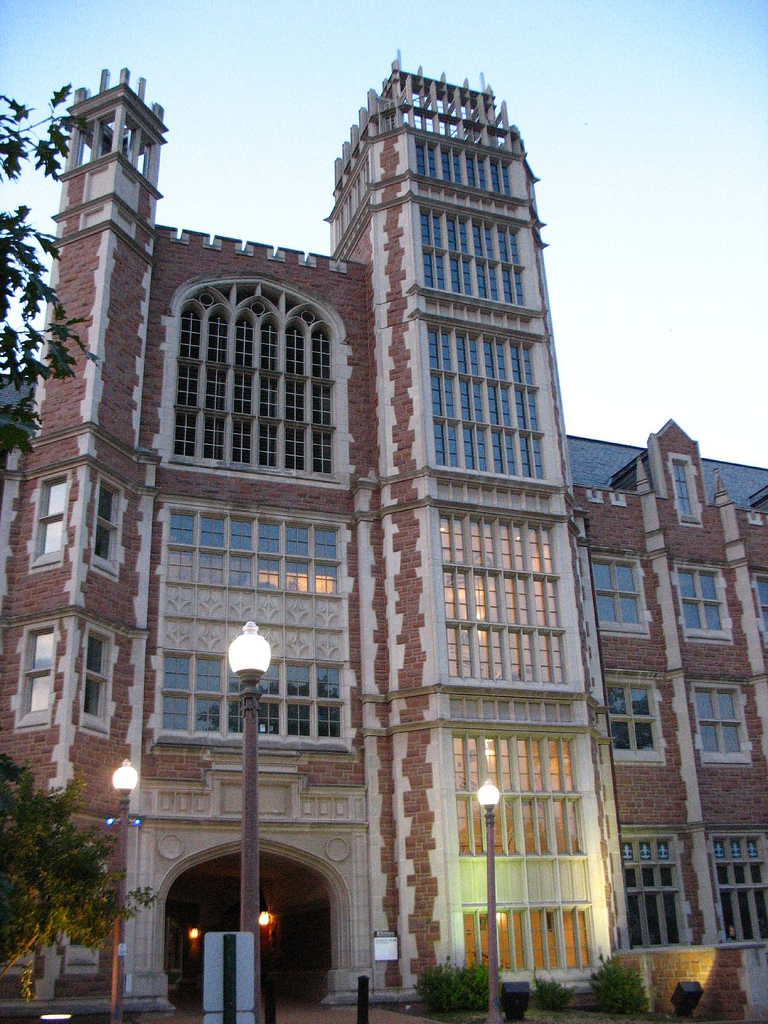
Здание факультета психологии в кампусе Данфорта

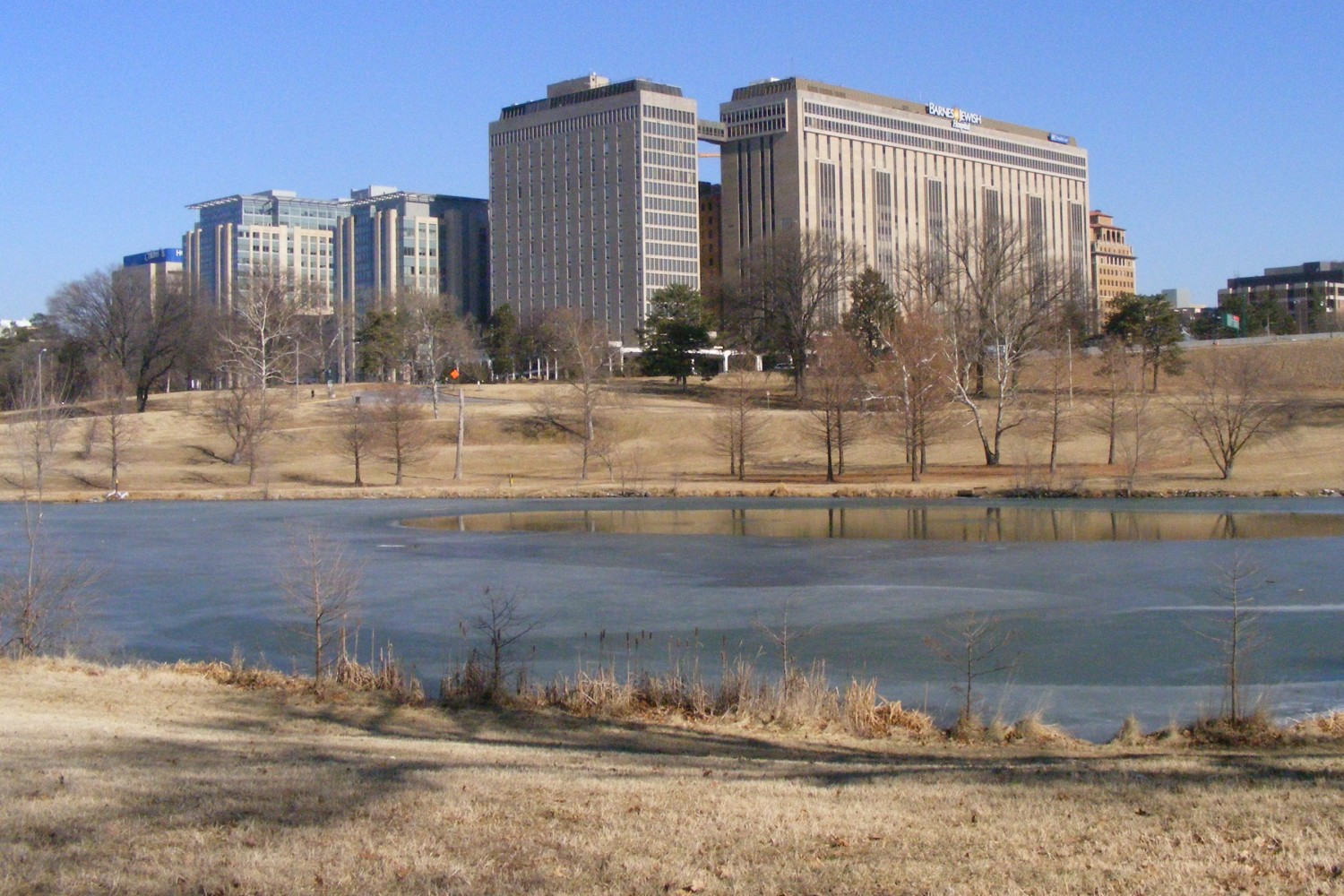
Еврейский госпиталь Барнса

Отличается от других кампусов готической архитектурой зданий, расположен на западной границе Форест-Парка и занимает площадь 68,4 га. Ранее известный как кампус Хиллтоп, 17 сентября 2006 года был переименован в честь Уильяма Данфорта, 13-го канцлера университета.
Строительство кампуса было значительно ускорено за счёт выгодной аренды нескольких зданий для всемирной выставки «EXPO 1904». После окончания выставки, началась эксплуатация зданий по назначению. Кроме того свободная территория и гимназия Френсиса, арендованные для Летних Олимпийских игр 1904 года, были использованы для спортивного дивизиона университета.
После открытия вблизи кампуса Данфорта станций University City — Big Bend и Skinker метрополитена Сент-Луиса, добираться к другим кампусам стало быстрей и удобней.

### Медицинский центр
Медицинский центр университета Вашингтона занимает территорию общей площадью 66,4 га и расположен в зданиях, распределённых по нескольким кварталам вдоль восточной границы Форест-Парка. Здесь находятся медицинская школа и связанные с ней клинические больницы: Еврейский госпиталь Барнса, детский госпиталь Сент-Луиса и др.

### Северный и западный кампусы
В северном и западном кампусах располагаются комплекс административных зданий университета.
Северный кампус находится в Сент-Луисе, рядом с районом развлечений Delmar Loop. Университет приобрёл здесь здание в 2004 году, в котором ранее находилась фабрика униформы Angelica . В состав кампуса входят ведомства жилищного строительства, учёта, казначейство, служба сетевых технологий, а также компания Bon Appétit Management Company, занятая в сфере общественного питания в университете и др.
Западный кампус находится примерно в 1,6 км к западу от кампуса Данфорта, в Клейтоне, штат Миссури, и в первую очередь состоит из 3-х этажного бывшего универсального магазина, занимающего большую часть территории. В 1990 году университет выкупил здание и прилегающую парковку, и провёл серию реконструкций. Сегодня здесь располагаются библиотека, архивы конференц-центра, торговые площади, офисы, музыкальная комната для репетиций и Центр по применению информационных технологий, предлагающий образование в сфере IT услуг.

### Исследовательский центр Тайсона
Исследовательский центр Тайсона занимает территорию в 809 га к западу от Сент-Луиса, у реки Мерамек. Университет получил этот центр в 1963 году от федерального правительства, в качестве избыточного имущества. Используется как университетская биологическая станция для исследовательских и образовательных целей.

## Образование
Университет разделён по модели Оксфордского и Кембриджского университетов. В его состав входят 7 выпускающих школ. Университет Вашингтона предлагает более 90 образовательных программ со степенями бакалавра, магистра, доктора, 20 из которых входят в рейтинги 10-и лучших национальных программ в различных областях наук, по версии издания U.S. News & World Report. А также предлагает около 1 500 различных курсов, в том числе курсы иностранных языков, среди которых испанский, итальянский, русский, арабский, китайский, иврит, хинди и другие.
Среди преподавателей 23 члена Национальной академии наук, 29 — института медицины, 29 — Американской академии искусств и наук, 2 — Национальной академии инженерных наук, 13 — Американского юридического института, 3 — Американского философского совета.
Стоимость обучения в 2010—2011 учебном году составила $ 39 400.

## Студенческая жизнь

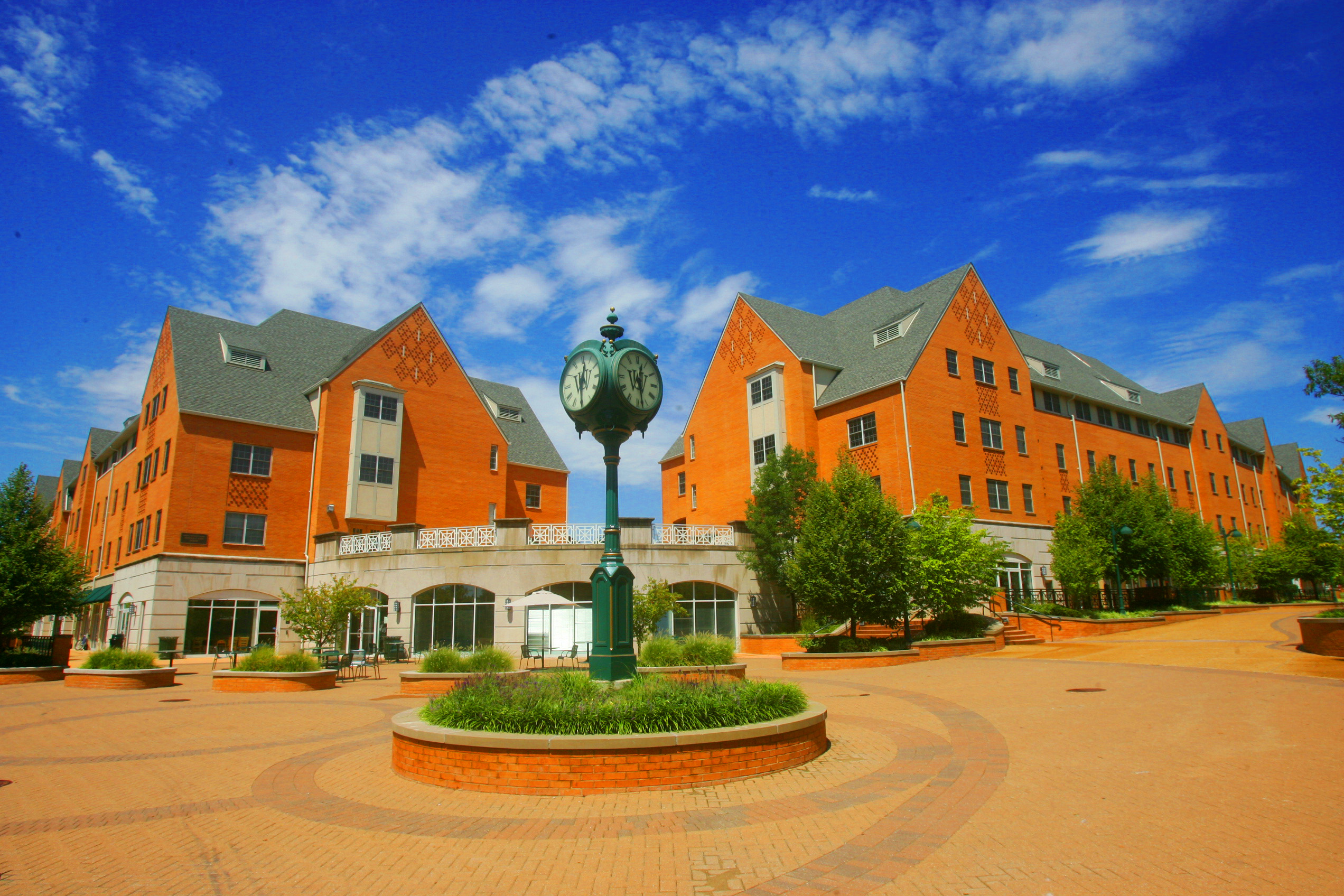
Комплекс студенческих общежитий

В университете Вашингтона действуют более 200 студенческих организаций. Большинство из них финансируется студенческим союзом университета, располагающим фондом более $ 2 млн и годовым бюджетом, которые полностью контролируются студентами. Это один из крупнейших студенческих союзов в США. Кроме того он выступает спонсором масштабных программ кампуса, включая Walk In Lay Down (концерт, проводимый в университетском центре дважды в год), бесплатные копии газет The New York Times, USA Today, а также St. Louis Post-Dispatch, телевизионную станцию университета WUTV и радиостанцию KWUR, которая стала лучшей радиостанцией Сент-Луиса в 2003 году, несмотря на то, что за пределами кампуса сигнал распространяется лишь на несколько кварталов. Также в университете имеются 12 братств и 7 женских клубов.

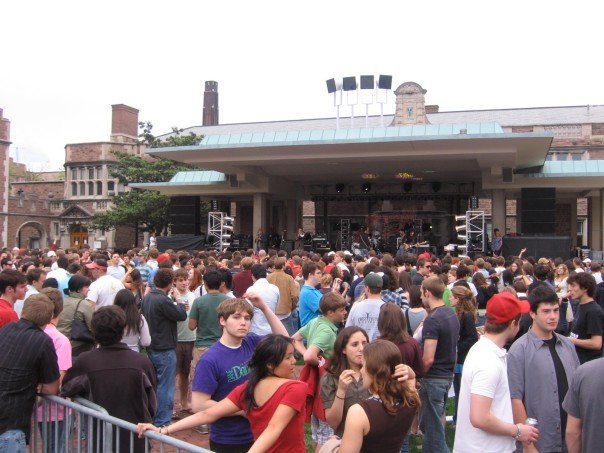
Концерт Walk In Lay Down (2007)

Большая часть этих организаций находятся в Университетском центре на кампусе Данфорта. Центр открыт 11 августа 2008 года и получил золотой сертификат LEED за экологически чистый проект здания.
75 % студентов живут на территории кампуса, общая площадь общежитий составляет более 160 000 м². Во всех общежитиях организовано совместное проживание, для студентов имеются бейсбольные и софтбольные поля, центр досуга и отдыха, центр красоты и здоровья и т. д.

### Традиции
Walk In Lay Down — наиболее масштабный концерт, организуемый с 1973 года каждый семестр на кампусе Данфорта и привлекающий известных музыкантов и группы, среди которых Баста Раймс, Lil Jon, K’naan, The Black Eyed Peas, R.E.M., Live.
Баухаус — ежегодный «костюм» к вечеринке на Хэллоуин, созданный при поддержке Совета школы архитектуры, который представляет собой гигантскую палатку, устанавливаемую перед зданием Гивенс-Холл.
Vertigo — танцевальная вечеринка, которую организует Совет инженерной школы, для которой выставляются инновационные танцполы, созданные студентами, на 2,4 м и на 4,9 м с компьютерным управлением и модульным светодиодным освещением.

## Известные выпускники
| - Джон Чамплин Гарднер — американский писатель. - Том Фридмен — художник, скульптор-концептуалист. - Роберт Калп — американский киноактёр, сценарист, режиссёр. - Кристин Бауэр ван Стратен — американская актриса кино и телевидения. - Харольд Аллен Рамис — американский актёр и сценарист. - Джонни Кастл — американский актёр. - Джон Питер Сарсгаард — американский актёр. - Мэри Уикс — американская актриса. - Теннесси Уильямс — американский прозаик и драматург. - Чарлз Ормонд Имз-младший и Рэй Имз — американские архитекторы и дизайнеры. - Джеймс Стивен Фоссетт — американский бизнесмен, воздухоплаватель, яхтсмен, совладелец фирмы Scaled Composites. - Уолтер Гудвин Стенли — американский спортсмен-конник. | - Эдвард Синглтон Холден — американский астроном. - Уильям Хайланд — американский политик. - Конде Монтроз Наст — основатель американского издательского дома Condé Nast Publications. - Кларк Макадамс Клиффорд — влиятельный американский юрист и государственный деятель. - Дуайт Филли Дэвис — американский политик и спортсмен. - Дэвид Роуленд Фрэнсис — посол США в России в 1916—1918 годах. - Эдвин Герхард Кребс — американский биохимик, лауреат Нобелевской премии по физиологии и медицине 1992 года. - Джозеф Карл Робнетт Ликлайдер — выдающийся американский ученый, работавший в области информационных технологий. - Сол Шпигельман — американский молекулярный биолог. - Джон Хартфорд — американский певец народной музыки и кантри, один из известнейших представителей жанра блюграсс. - Винфред Эшби — американский патологанатом, автор метода Эшби. |

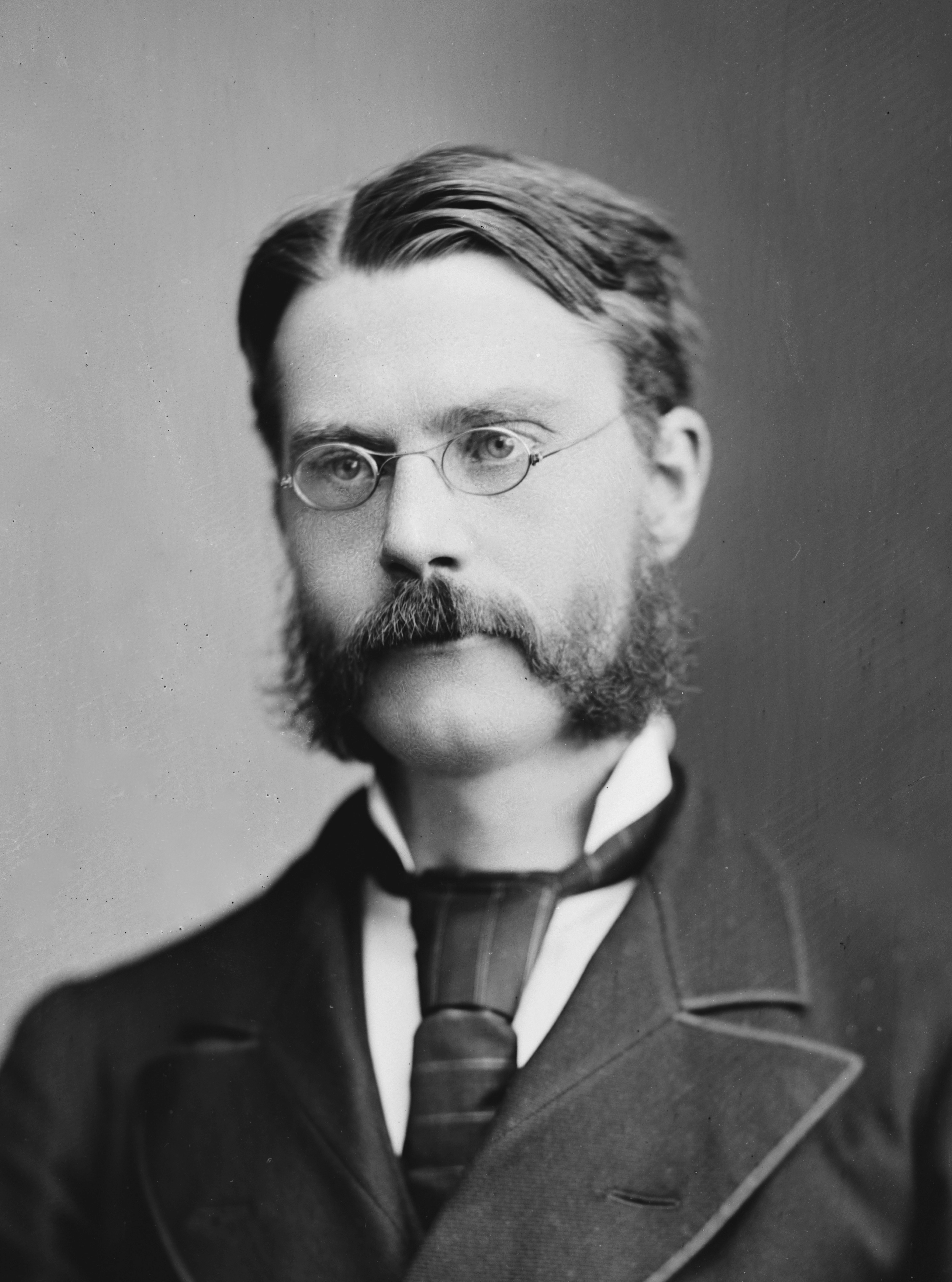
Эдвард Синглтон Холден
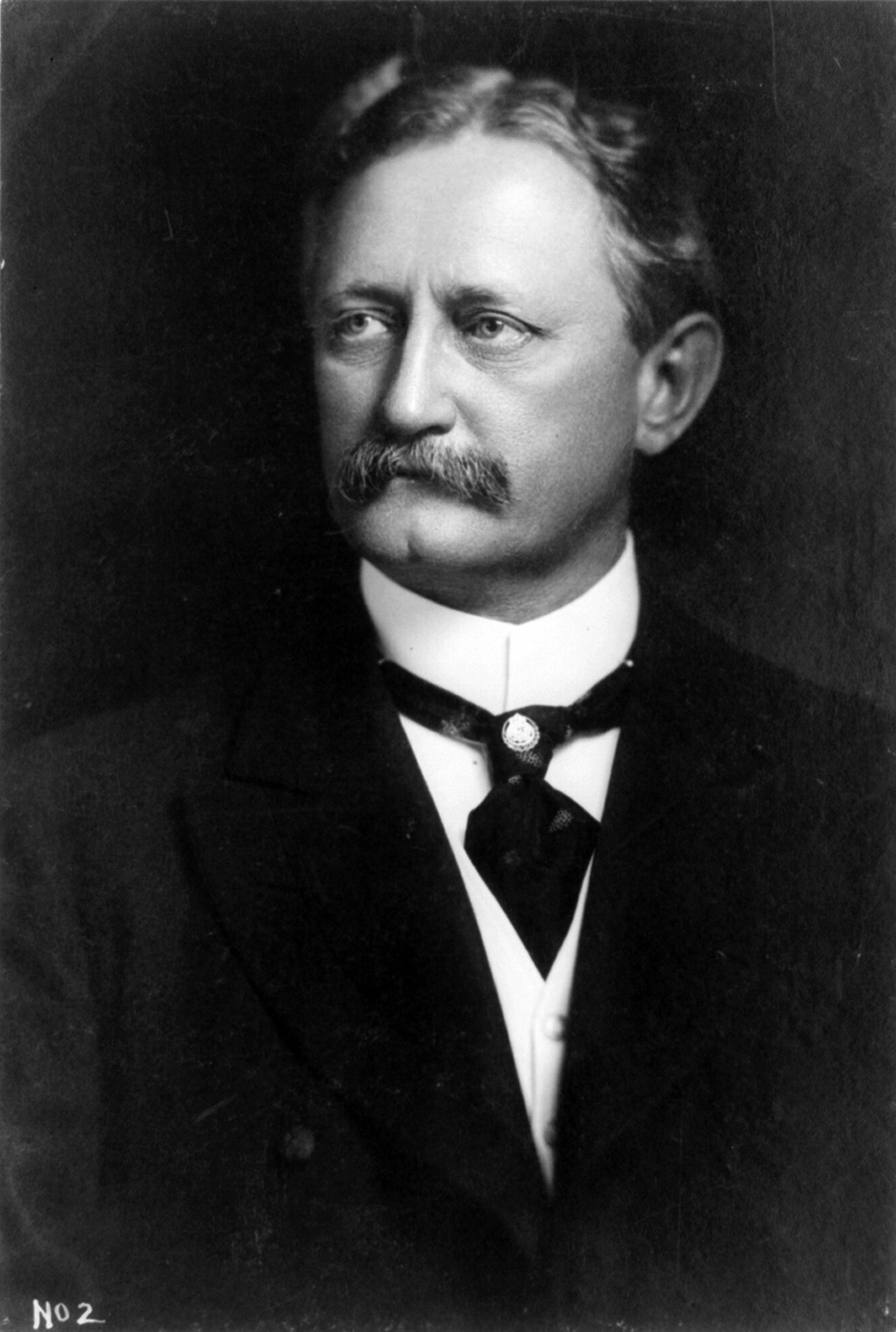
Дэвид Роуленд Фрэнсис
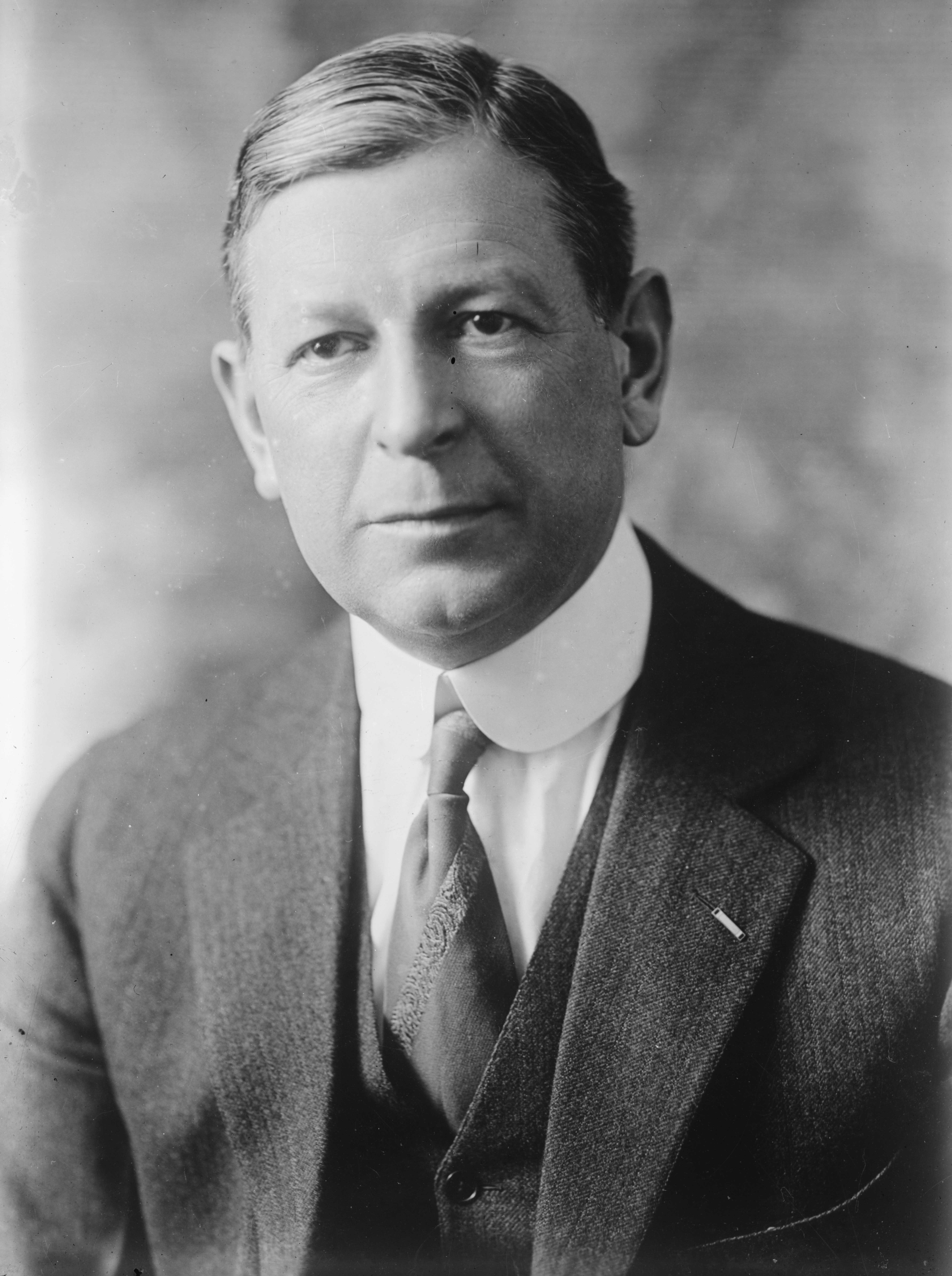
Дуайт Филли Дэвис
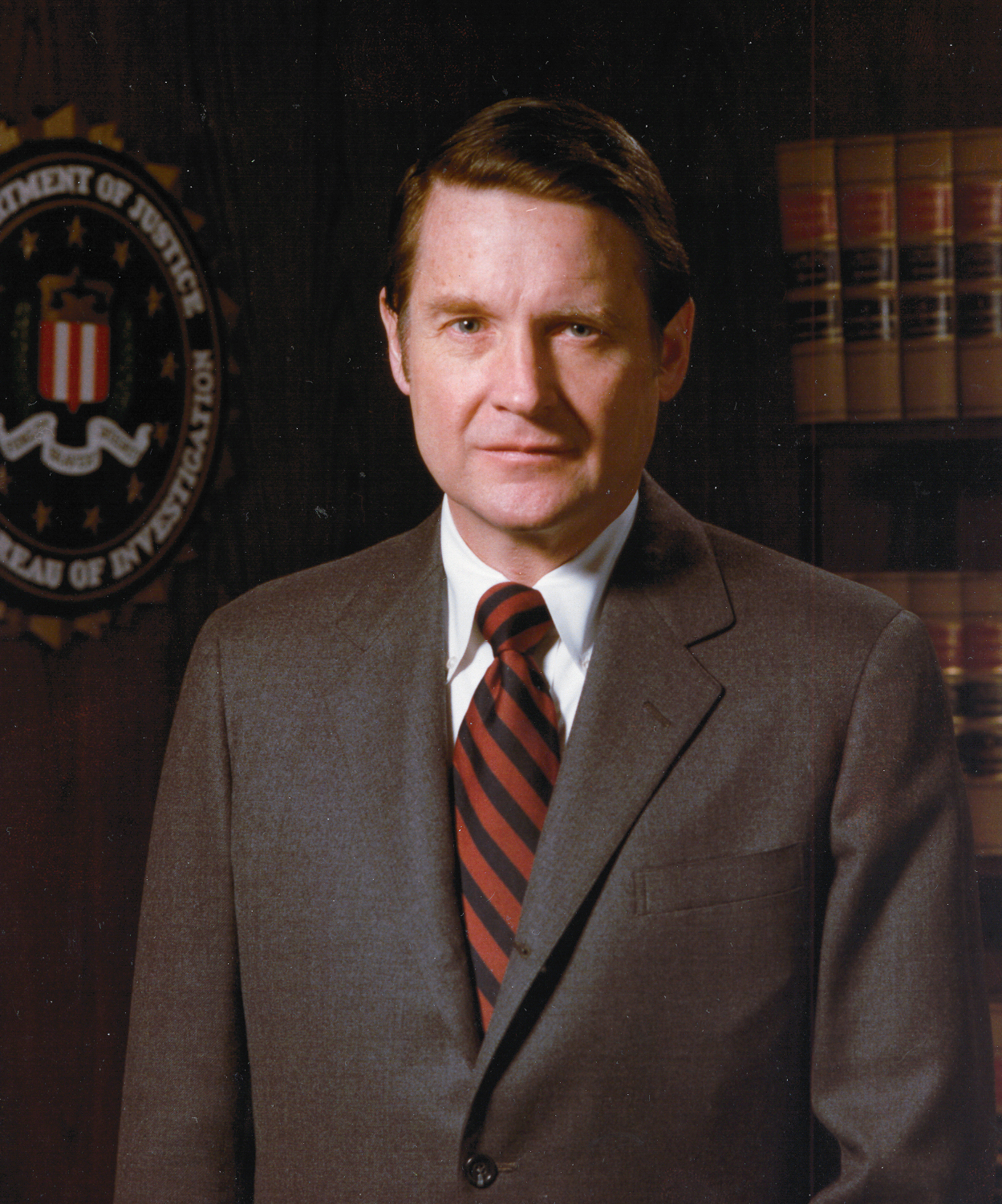
Уильям Уэбстер
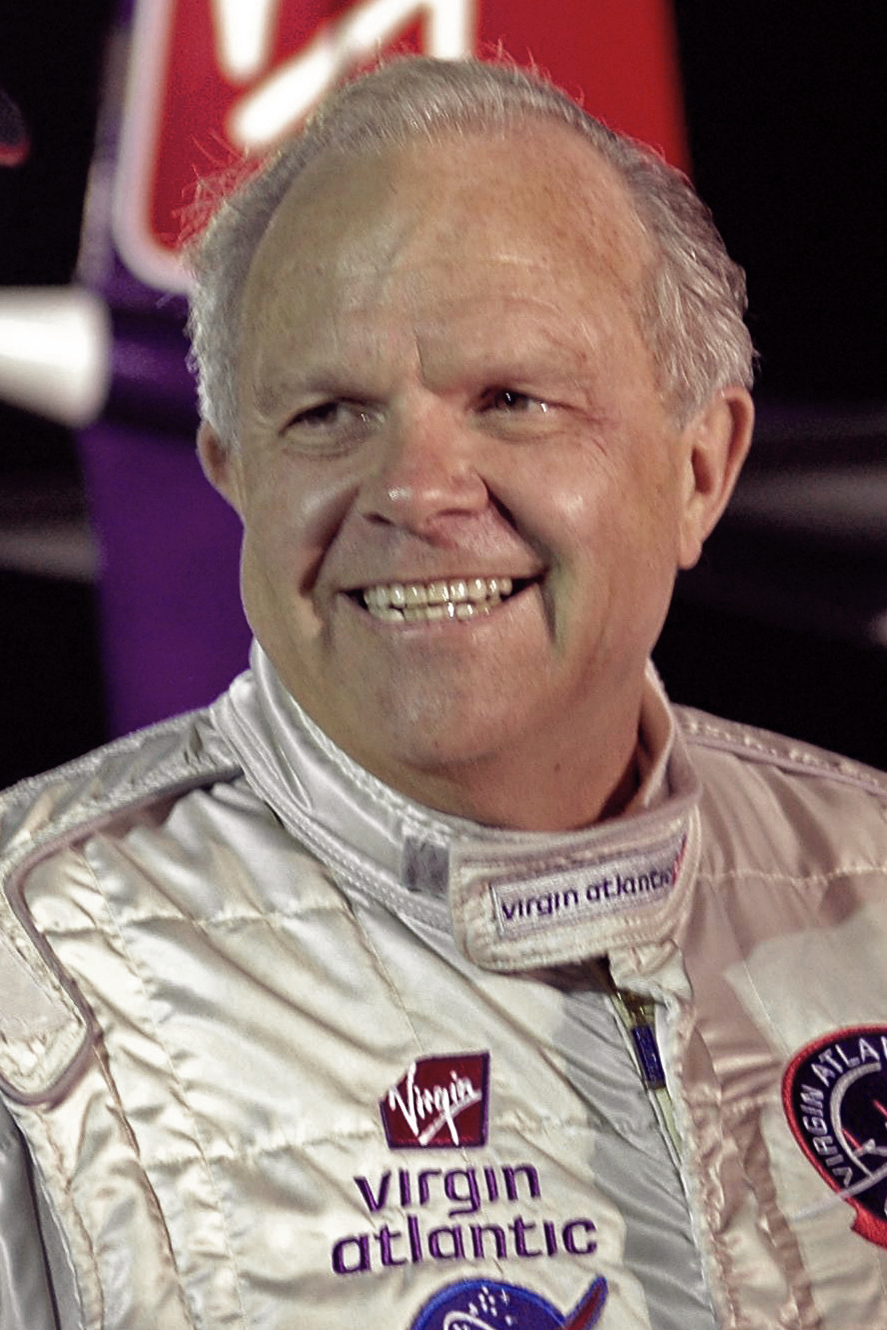
Джеймс Стивен Фоссетт
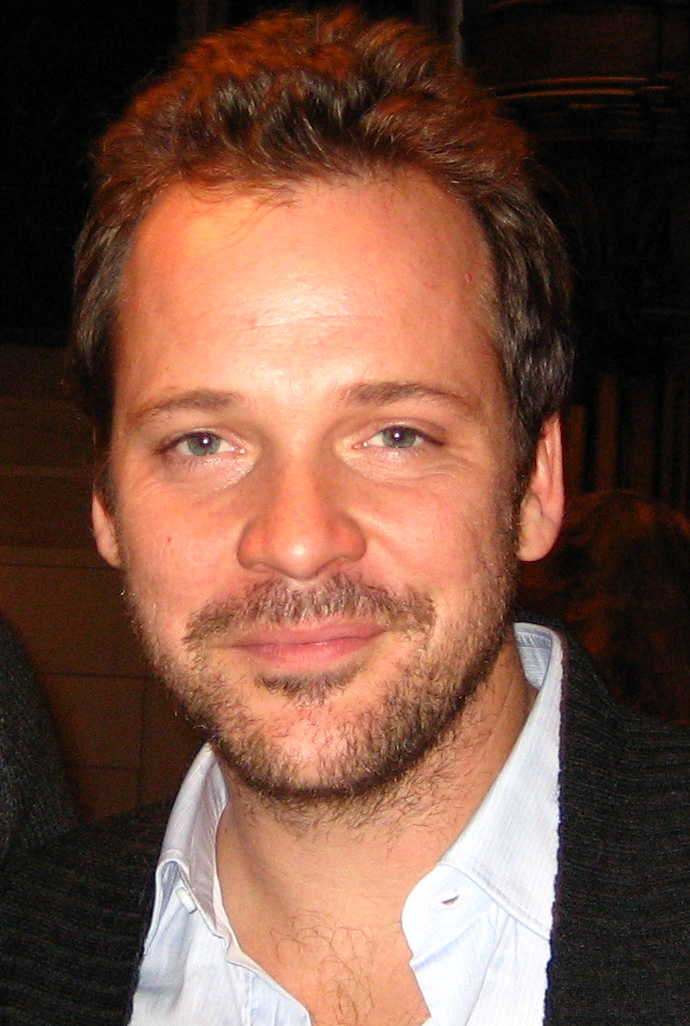
Джон Питер Сарсгаард
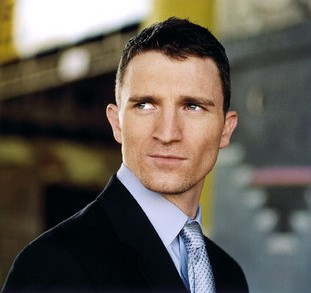
Джонни Кастл